# Герб Тракайского района
Герб Тракайского района (лит. Trakų rajono savivaldybės herbas) — символ Тракайского района в Литовской республике. Утверждён Указом  президента Литвы за № 1511 от 5 февраля 1998 года.

## Описание
В червлёном поле рыцарь в серебряных доспехах, держащий серебряное копьё с золотым наконечником и червлёных щит с золотыми «колюмнами».

## История
Изображение герба восходит к гербу Трокского воеводства. Воеводство создано в 1413 году на основании Городельской унии из Гродненского и Трокского княжеств. Однако символ Трокской земли впервые появляется ещё на печатях Витовта 1404 и 1407 годов.
Истоки герба, вероятно, восходят к печати Кейстута, соправителя Великого княжества Литовского, вотчиной которого было Трокское княжество. На печати Кейстут использовал образ рыцаря со щитом и мечом. Именно это изображение в несколько видоизмененном варианте (вместо меча рыцарь получил копье) Витовт использовал как герб Трокской земли. В гербовнике 1456 года «Кодекс Бергсхамара» герб выглядел так: в красном поле идущий серебряный рыцарь, держит в правой руке копьё, а левой опирается на красный щит, на котором помещены золотые Колюмны. Почти такое же гербовое изображение Трокской земли (только без «Калюмн») дает другой гербовник 1555 года — Stemmata Polonica.
Свидригайло Ольгердавич, а позже — Сигизмунд Кейстутович на тронных печатях продолжили использование этого рисунка герба.
У Сигизмунда III Вазы на большой Литовской печати среди 12 гербов, размещённых вокруг герба Великого княжества Литовского Погоня, также изображён трокский рыцарь, правда уже с алебардой.

## Галерея

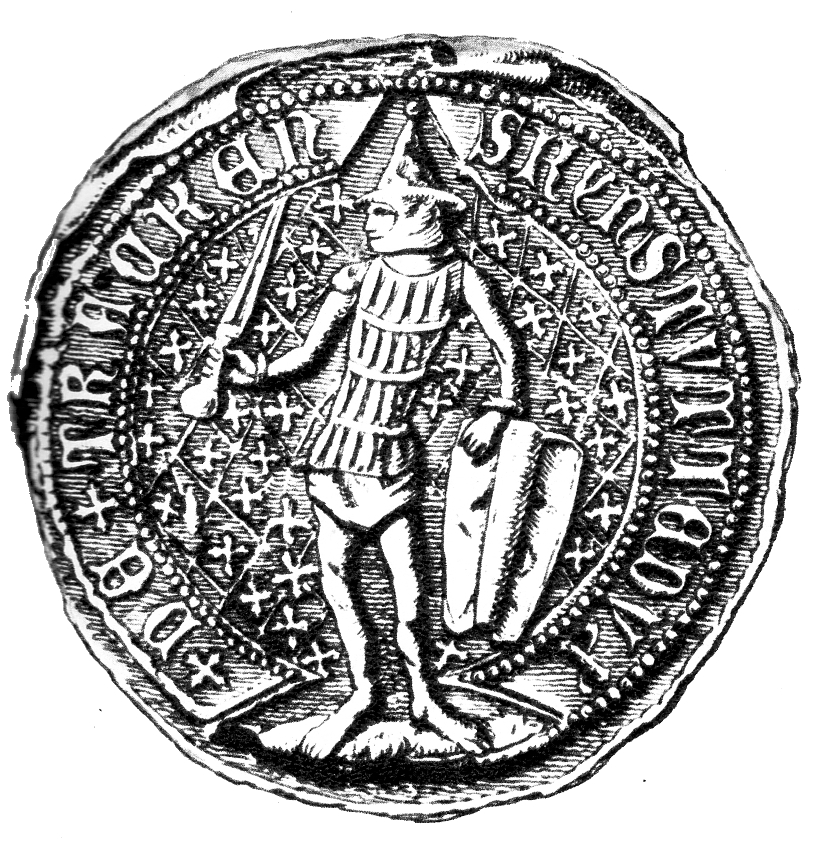
Печать Кейстута, 1379 г.
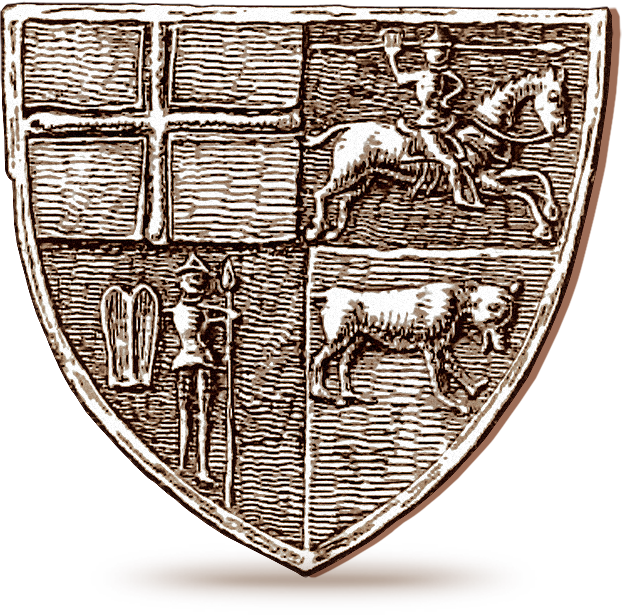
Герб с печати Витовтa, 1404 г.
Герб Трокского княжества. С печати Витовтa, 1407 г.
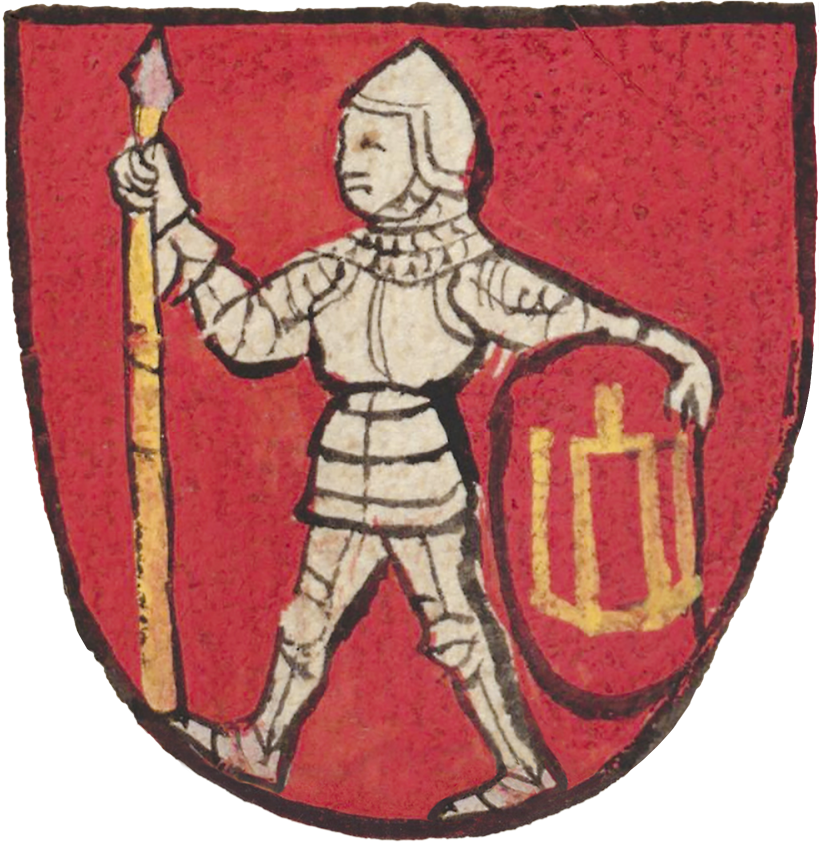
Из гербовника Armorial Lyncenich, ок. 1435 г.
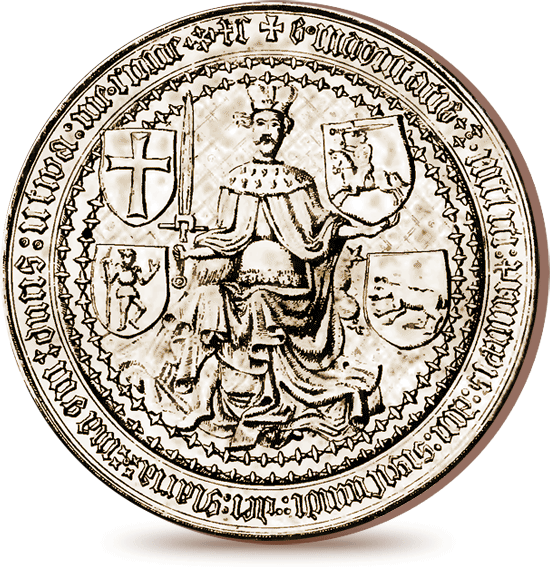
Печать Сигизмунда Кейстутовича, 1437 г.
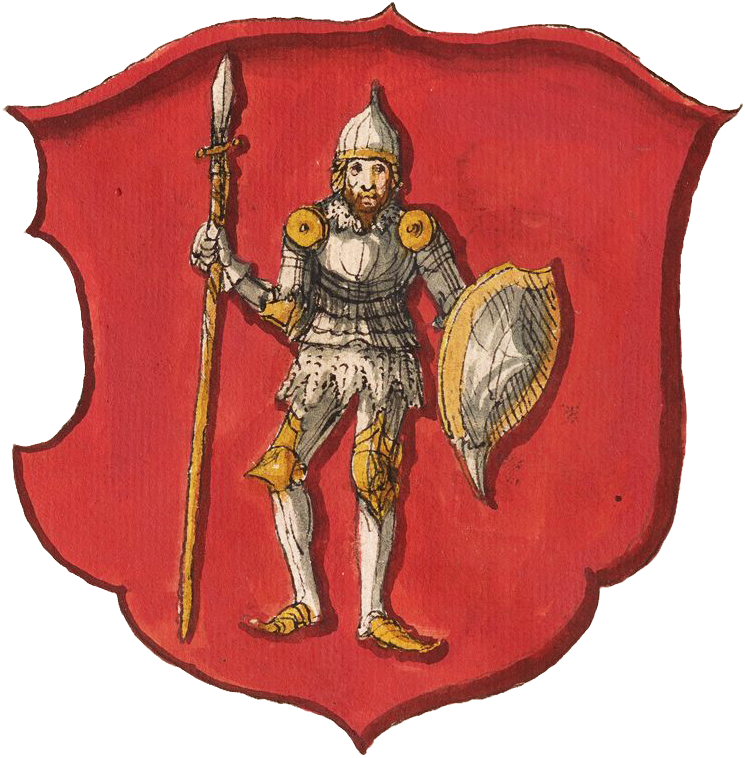
Из гербовника Stemmata Polonica[пол.], ок. 1555 г.
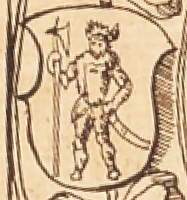
Из польского издания Статута ВКЛ, 1614 г.
Герб Дзукии, 2003 г.